# Liste der Baudenkmale in Goslar - Breite Straße
In der Liste der Baudenkmale in Goslar - Breite Straße sind alle Baudenkmale in der Breite Straße der niedersächsischen Gemeinde Goslar aufgelistet. Die Quelle der Baudenkmale ist der Denkmalatlas Niedersachsen. Der Stand der Liste ist der 15. Oktober 2022.
In den Spalten befinden sich folgende Informationen:
- Lage: die Adresse des Baudenkmales und die geographischen Koordinaten. Kartenansicht, um Koordinaten zu setzen. In der Kartenansicht sind Baudenkmale ohne Koordinaten mit einem roten Marker dargestellt und können in der Karte gesetzt werden. Baudenkmale ohne Bild sind mit einem blauen Marker gekennzeichnet, Baudenkmale mit Bild mit einem grünen Marker.
- Bezeichnung: Bezeichnung des Baudenkmales
- Beschreibung: die Beschreibung des Baudenkmales. Unter § 3 Abs. 2 NDSchG werden Einzeldenkmale und unter § 3 Abs. 3 NDSchG Gruppen baulicher Anlagen und deren Bestandteile ausgewiesen.
- ID: die Objekt-ID des Baudenkmales
- Bild: ein Bild des Baudenkmales, ggf. zusätzlich mit einem Link zu weiteren Fotos des Baudenkmals im Medienarchiv Wikimedia Commons. Wenn man auf das Kamerasymbol klickt, können Fotos zu Baudenkmalen aus dieser Liste hochgeladen werden:

Zurück zur Hauptliste
| Lage                                               | Bezeichnung                      | Beschreibung | ID       | Bild |
| -------------------------------------------------- | -------------------------------- | --- | -------- | ---- |
| Breite Straße 51° 54′ 28″ N, 10° 25′ 58″ O         | Straßenraum                      | | 36591358 |      |
| Breite Straße 1 51° 54′ 23″ N, 10° 25′ 45″ O       | Wohn-/ Geschäftshaus             | | 36601284 |      |
| Breite Straße 2 51° 54′ 23″ N, 10° 25′ 46″ O       | Wohn-/ Geschäftshaus             | | 36601311 |      |
| Breite Straße 2 51° 54′ 23″ N, 10° 25′ 46″ O       | Hinterhaus                       | | 36583369 | BW   |
| Breite Straße 3 51° 54′ 23″ N, 10° 25′ 46″ O       | Wohn-/ Geschäftshaus             | | 36601342 |      |
| Breite Straße 3 51° 54′ 23″ N, 10° 25′ 47″ O       | Hinterhaus                       | | 36583516 | BW   |
| Breite Straße 4 51° 54′ 23″ N, 10° 25′ 46″ O       | Wohn-/ Geschäftshaus             | | 36601370 |      |
| Breite Straße 5 51° 54′ 24″ N, 10° 25′ 47″ O       | Wohn-/ Geschäftshaus             | | 36601397 |      |
| Breite Straße 5 51° 54′ 23″ N, 10° 25′ 47″ O       | Hinterhaus                       | | 36583442 |      |
| Breite Straße 6 51° 54′ 24″ N, 10° 25′ 47″ O       | Wohn-/ Geschäftshaus             | | 36601425 |      |
| Breite Straße 7 51° 54′ 24″ N, 10° 25′ 48″ O       | Wohn-/ Geschäftshaus             | | 36601455 | BW   |
| Breite Straße 8 51° 54′ 25″ N, 10° 25′ 49″ O       | Wohn-/ Geschäftshaus             | | 36601482 | BW   |
| Breite Straße 8 51° 54′ 25″ N, 10° 25′ 50″ O       | Flügelbau                        | | 40389790 | BW   |
| Breite Straße 8 51° 54′ 24″ N, 10° 25′ 50″ O       | Seitenflügel                     | | 36594359 | BW   |
| Breite Straße 9 51° 54′ 25″ N, 10° 25′ 50″ O       | Wohn-/ Geschäftshaus             | | 36601510 | BW   |
| Breite Straße 9 51° 54′ 25″ N, 10° 25′ 50″ O       | Hinterhaus                       | | 36580926 | BW   |
| Breite Straße 9 51° 54′ 24″ N, 10° 25′ 50″ O       | Anbau                            | | 40390245 | BW   |
| Breite Straße 9 51° 54′ 25″ N, 10° 25′ 51″ O       | Hinterhaus                       | | 40390270 | BW   |
| Breite Straße 10 51° 54′ 25″ N, 10° 25′ 51″ O      | Wohn-/ Geschäftshaus             | | 36601538 |      |
| Breite Straße 10 51° 54′ 25″ N, 10° 25′ 51″ O      | Hinterhaus                       | | 36581541 | BW   |
| Breite Straße 10 51° 54′ 25″ N, 10° 25′ 52″ O      | Seitenflügel                     | | 40390518 | BW   |
| Breite Straße 10 51° 54′ 25″ N, 10° 25′ 52″ O      | Nebengebäude                     | | 40390540 | BW   |
| Breite Straße 11 51° 54′ 26″ N, 10° 25′ 52″ O      | Wohn-/ Geschäftshaus             | | 36601566 |      |
| Breite Straße 11 51° 54′ 25″ N, 10° 25′ 52″ O      | Seitenflügel                     | | 36581948 |      |
| Breite Straße 12 51° 54′ 26″ N, 10° 25′ 52″ O      | Wohn-/ Geschäftshaus             | | 36601597 | BW   |
| Breite Straße 13 51° 54′ 26″ N, 10° 25′ 53″ O      | Wohn-/ Geschäftshaus             | | 36601625 | BW   |
| Breite Straße 13 51° 54′ 26″ N, 10° 25′ 53″ O      | Hinterhaus I                     | | 40395141 | BW   |
| Breite Straße 13 51° 54′ 26″ N, 10° 25′ 53″ O      | Hinterhaus II                    | | 36580901 | BW   |
| Breite Straße 14 51° 54′ 26″ N, 10° 25′ 53″ O      | Wohn-/ Geschäftshaus             | | 36601653 | BW   |
| Breite Straße 15 51° 54′ 27″ N, 10° 25′ 54″ O      | Wohn-/ Geschäftshaus             | | 36601684 |      |
| Breite Straße 16 51° 54′ 27″ N, 10° 25′ 55″ O      | Wohn-/ Geschäftshaus             | | 36601714 |      |
| Breite Straße 16 51° 54′ 27″ N, 10° 25′ 55″ O      | Hinterhaus                       | | 36586572 | BW   |
| Breite Straße 17 51° 54′ 26″ N, 10° 25′ 53″ O      | Wohn-/ Geschäftshaus             | | 36601742 |      |
| Breite Straße 18 51° 54′ 27″ N, 10° 25′ 56″ O      | Wohn-/ Geschäftshaus             | | 36601773 |      |
| Breite Straße 19 51° 54′ 27″ N, 10° 25′ 56″ O      | Wohn-/ Geschäftshaus             | | 36601801 |      |
| Breite Straße 19a 51° 54′ 27″ N, 10° 25′ 57″ O     | Wohn-/ Geschäftshaus             | | 36605973 |      |
| Breite Straße 20 51° 54′ 27″ N, 10° 25′ 57″ O      | Wohn-/ Geschäftshaus             | | 36601830 |      |
| Breite Straße 21 51° 54′ 28″ N, 10° 25′ 57″ O      | Wohn-/ Geschäftshaus             | | 36518193 |      |
| Breite Straße 22 – 23 51° 54′ 28″ N, 10° 25′ 58″ O | Wohn-/ Geschäftshaus             | | 36518224 |      |
| Breite Straße 24 51° 54′ 29″ N, 10° 26′ 2″ O       | Wohnhaus                         | | 36518251 |      |
| Breite Straße 25 51° 54′ 29″ N, 10° 26′ 2″ O       | Bäckerei                         | | 36601860 |      |
| Breite Straße (26) 51° 54′ 29″ N, 10° 26′ 3″ O     | Ullrichscher Garten              | | 36565965 |      |
| Breite Straße (26) 51° 54′ 28″ N, 10° 26′ 5″ O     | Ullrichscher Garten (Taubenhaus) | | 36597419 |      |
| Breite Straße 27 51° 54′ 30″ N, 10° 26′ 4″ O       | Wohn-/ Geschäftshaus             | | 36601891 |      |
| Breite Straße 27 51° 54′ 30″ N, 10° 26′ 4″ O       | Hinterhaus                       | | 36586229 | BW   |
| Breite Straße 28 51° 54′ 30″ N, 10° 26′ 4″ O       | Wohn-/ Geschäftshaus             | | 36601919 |      |
| Breite Straße 28 51° 54′ 30″ N, 10° 26′ 5″ O       | Nebengebäude I                   | | 40209096 | BW   |
| Breite Straße 28 51° 54′ 30″ N, 10° 26′ 5″ O       | Nebengebäude II                  | | 40209197 | BW   |
| Breite Straße 29 51° 54′ 30″ N, 10° 26′ 5″ O       | Wohn-/ Geschäftshaus             | | 36601950 |      |
| Breite Straße 30 51° 54′ 30″ N, 10° 26′ 6″ O       | Wohn-/ Geschäftshaus             | | 36601981 |      |
| Breite Straße 30 51° 54′ 30″ N, 10° 26′ 6″ O       | Nebengebäude                     | | 40018510 | BW   |
| Breite Straße 30 51° 54′ 30″ N, 10° 26′ 8″ O       | Wohlfahrtsgebäude                | Zweigeschossiger Fachwerkbau mit Satteldach, Teil einer Hofrandbebauung, giebelständig zur Dedeleberstraße; Fassaden fachwerksichtig. Erbaut 1938 als Verwaltungs- und Wohlfahrtsgebäude für die Kolonialwarenhandlung Rudolf Thiele. Architekt: Fritz Söffge.                                                                                | 40029841 | BW   |
| Breite Straße 31 51° 54′ 31″ N, 10° 26′ 6″ O       | Wohn-/ Geschäftshaus             | | 36602012 |      |
| Breite Straße 32 51° 54′ 31″ N, 10° 26′ 7″ O       | Wohn-/ Geschäftshaus             | | 36602043 |      |
| Breite Straße 33 51° 54′ 31″ N, 10° 26′ 7″ O       | Wohn-/ Geschäftshaus             | | 36602073 |      |
| Breite Straße 33 51° 54′ 31″ N, 10° 26′ 7″ O       | Hinterhaus                       | | 36586911 | BW   |
| Breite Straße 34 51° 54′ 31″ N, 10° 26′ 7″ O       | Wohn-/ Geschäftshaus             | | 36518281 |      |
| Breite Straße 34 51° 54′ 31″ N, 10° 26′ 8″ O       | Anbau                            | | 40018288 | BW   |
| Breite Straße 34 51° 54′ 31″ N, 10° 26′ 8″ O       | Wohnhaus                         | | 36565625 | BW   |
| Breite Straße 35 51° 54′ 32″ N, 10° 26′ 8″ O       | Wohn-/ Geschäftshaus             | | 36602104 |      |
| Breite Straße 35 51° 54′ 31″ N, 10° 26′ 8″ O       | Wohnhaus                         | | 36565599 | BW   |
| Breite Straße 36 51° 54′ 32″ N, 10° 26′ 8″ O       | Wohn-/ Geschäftshaus             | | 36518313 |      |
| Breite Straße 37 51° 54′ 32″ N, 10° 26′ 9″ O       | Wohn-/ Geschäftshaus             | | 36602135 |      |
| Breite Straße 38 51° 54′ 32″ N, 10° 26′ 9″ O       | Wohn-/ Geschäftshaus             | | 36602161 |      |
| Breite Straße 39 51° 54′ 32″ N, 10° 26′ 9″ O       | Wohn-/ Geschäftshaus             | | 36518341 |      |
| Breite Straße 40 51° 54′ 32″ N, 10° 26′ 10″ O      | Wohnhaus                         | | 36518371 |      |
| Breite Straße 41 51° 54′ 32″ N, 10° 26′ 10″ O      | Wohnhaus                         | | 36518402 |      |
| Breite Straße 42 51° 54′ 33″ N, 10° 26′ 10″ O      | Wohn-/ Geschäftshaus             | | 36602188 |      |
| Breite Straße 43 51° 54′ 33″ N, 10° 26′ 11″ O      | Wohn-/ Geschäftshaus             | | 36602216 |      |
| Breite Straße 43 51° 54′ 32″ N, 10° 26′ 11″ O      | Nebengebäude I                   | | 40208112 | BW   |
| Breite Straße 43 51° 54′ 32″ N, 10° 26′ 12″ O      | Nebengebäude II                  | | 40015818 | BW   |
| Breite Straße 43 51° 54′ 32″ N, 10° 26′ 11″ O      | Nebengebäude III                 | | 40208127 | BW   |
| Breite Straße 44 51° 54′ 33″ N, 10° 26′ 11″ O      | Wohn-/ Geschäftshaus             | | 36602247 |      |
| Breite Straße 45 51° 54′ 33″ N, 10° 26′ 11″ O      | Wohn-/ Geschäftshaus             | | 36602278 |      |
| Breite Straße 45 51° 54′ 32″ N, 10° 26′ 12″ O      | Werkstatt                        | | 40015870 | BW   |
| Breite Straße 46 51° 54′ 33″ N, 10° 26′ 12″ O      | Hotel Goldene Krone              | | 36518432 |      |
| Breite Straße 46 51° 54′ 32″ N, 10° 26′ 12″ O      | Hotel Goldene Krone (Anbau)      | | 40023557 | BW   |
| Breite Straße 47 51° 54′ 34″ N, 10° 26′ 12″ O      | Wohn-/ Geschäftshaus             | | 36518464 |      |
| Breite Straße 48 51° 54′ 34″ N, 10° 26′ 12″ O      | Wohn-/ Geschäftshaus             | | 36518494 |      |
| Breite Straße 49 51° 54′ 34″ N, 10° 26′ 13″ O      | Wohn-/ Geschäftshaus             | | 36518525 |      |
| Breite Straße 50 51° 54′ 34″ N, 10° 26′ 13″ O      | Wohn-/ Geschäftshaus             | | 36518556 |      |
| Breite Straße 51 51° 54′ 34″ N, 10° 26′ 14″ O      | Wohn-/ Geschäftshaus             | | 36518586 |      |
| Breite Straße 52 51° 54′ 35″ N, 10° 26′ 12″ O      | Wohn-/ Geschäftshaus             | | 36602309 |      |
| Breite Straße 53 51° 54′ 35″ N, 10° 26′ 14″ O      | Wohnhaus                         | | 36518630 |      |
| Breite Straße 53 51° 54′ 36″ N, 10° 26′ 14″ O      | Nebengebäude                     | | 40068410 |      |
| Breite Straße 53a 51° 54′ 36″ N, 10° 26′ 14″ O     | Nebengebäude                     | | 40068463 |      |
| Breite Straße 54 51° 54′ 35″ N, 10° 26′ 13″ O      | Wohnhaus                         | | 36518684 |      |
| Breite Straße 55 51° 54′ 35″ N, 10° 26′ 13″ O      | Wohn-/ Geschäftshaus             | | 36602339 |      |
| Breite Straße 55 51° 54′ 36″ N, 10° 26′ 13″ O      | Hinterhaus                       | | 36585194 | BW   |
| Breite Straße 56 51° 54′ 35″ N, 10° 26′ 13″ O      | Wohnhaus                         | | 36518719 |      |
| Breite Straße 57 51° 54′ 35″ N, 10° 26′ 13″ O      | Wohnhaus                         | | 36518760 |      |
| Breite Straße 58 51° 54′ 34″ N, 10° 26′ 12″ O      | Wohn-/ Geschäftshaus             | | 36518791 |      |
| Breite Straße 59 51° 54′ 34″ N, 10° 26′ 12″ O      | Wohn-/ Geschäftshaus             | | 36602370 |      |
| Breite Straße 60 51° 54′ 34″ N, 10° 26′ 11″ O      | Wohn-/ Geschäftshaus             | | 36602401 |      |
| Breite Straße 61 51° 54′ 34″ N, 10° 26′ 10″ O      | Wohn-/ Geschäftshaus             | | 36602431 |      |
| Breite Straße 62 51° 54′ 33″ N, 10° 26′ 10″ O      | Wohn-/ Geschäftshaus             | | 36602462 |      |
| Breite Straße 63 51° 54′ 33″ N, 10° 26′ 10″ O      | Wohn-/ Geschäftshaus             | | 36518821 |      |
| Breite Straße 63 51° 54′ 34″ N, 10° 26′ 10″ O      | Hinterhaus                       | | 36580619 | BW   |
| Breite Straße 64 51° 54′ 33″ N, 10° 26′ 9″ O       | Wohnhaus                         | | 36518852 |      |
| Breite Straße 64 51° 54′ 34″ N, 10° 26′ 9″ O       | Wohnhaus                         | | 36594334 | BW   |
| Breite Straße 65 51° 54′ 33″ N, 10° 26′ 9″ O       | Wohn-/ Geschäftshaus             | | 36518880 |      |
| Breite Straße 65 51° 54′ 33″ N, 10° 26′ 8″ O       | Anbau                            | | 40015972 | BW   |
| Breite Straße 66 51° 54′ 33″ N, 10° 26′ 9″ O       | Wohn-/ Geschäftshaus             | | 36518907 |      |
| Breite Straße 67 51° 54′ 33″ N, 10° 26′ 8″ O       | Wohnhaus                         | | 36518934 |      |
| Breite Straße 68 51° 54′ 32″ N, 10° 26′ 7″ O       | Wohnhaus                         | | 36518965 |      |
| Breite Straße 68 51° 54′ 32″ N, 10° 26′ 6″ O       | Hinterhaus                       | | 36581389 | BW   |
| Breite Straße 71 51° 54′ 31″ N, 10° 26′ 6″ O       | Wohnhaus                         | | 36518993 |      |
| Breite Straße 72 51° 54′ 31″ N, 10° 26′ 5″ O       | Wohn-/ Geschäftshaus             | | 36602493 |      |
| Breite Straße 72 51° 54′ 32″ N, 10° 26′ 4″ O       | Wohnhaus                         | | 36581337 | BW   |
| Breite Straße 74 51° 54′ 31″ N, 10° 26′ 4″ O       | Wohnhaus                         | | 36519051 |      |
| Breite Straße 75 51° 54′ 31″ N, 10° 26′ 4″ O       | Schulungsgebäude                 | | 36519079 |      |
| Breite Straße 76 51° 54′ 30″ N, 10° 26′ 3″ O       | Wohnhaus                         | | 36519107 |      |
| Breite Straße 77 51° 54′ 30″ N, 10° 26′ 3″ O       | Wohn-/ Geschäftshaus             | | 36602524 |      |
| Breite Straße 78 51° 54′ 30″ N, 10° 26′ 2″ O       | Verwaltungsgebäude               | | 36519135 |      |
| Breite Straße 78 51° 54′ 30″ N, 10° 26′ 1″ O       | Nebengebäude                     | | 40015246 | BW   |
| Breite Straße 79 51° 54′ 30″ N, 10° 26′ 1″ O       | Wohnhaus                         | | 36519166 |      |
| Breite Straße 80 51° 54′ 29″ N, 10° 26′ 1″ O       | Wohnhaus                         | | 36602549 |      |
| Breite Straße 80 51° 54′ 30″ N, 10° 26′ 1″ O       | Nebengebäude I                   | | 40060602 | BW   |
| Breite Straße 80 51° 54′ 30″ N, 10° 26′ 0″ O       | Nebengebäude II                  | | 36581283 | BW   |
| Breite Straße 81 51° 54′ 29″ N, 10° 26′ 0″ O       | Wohn-/ Geschäftshaus             | | 36602580 |      |
| Breite Straße 83 51° 54′ 29″ N, 10° 25′ 59″ O      | Wohnhaus                         | | 36519197 |      |
| Breite Straße 84 51° 54′ 28″ N, 10° 25′ 57″ O      | Wohn-/ Geschäftshaus             | Dreigeschossiger Fachwerkbau mit Satteldach in Ziegeldeckung, traufständiges Eckhaus. Fassade verputzt, EG mit Ladeneinbau und Schaufensterverglasung, Hofseite mit Faserzementplatten verkleidet; an der Westseite zweigeschossiger Anbau.                                                                                                   | 36602608 |      |
| Breite Straße 84 51° 54′ 29″ N, 10° 25′ 57″ O      | Seitenflügel                     | Zweigeschossiges Gebäude mit Satteldach in Ziegeldeckung, traufständig. Fassade verputzt, EG mit Ladeneinbau und Schaufensterverglasung; Hofseite mit Faserzementplatten verkleidet. | 36594409 |      |
| Breite Straße 85 51° 54′ 28″ N, 10° 25′ 56″ O      | Wohnhaus                         | Dreigeschossiger Fachwerkbau mit Satteldach in Ziegeldeckung, traufständig. Fassade in den OGa verputzt, EG mit Holz verschalt, Schaufensterverglasung. | 36519227 |      |
| Breite Straße 86 51° 54′ 28″ N, 10° 25′ 56″ O      | Wohn-/ Geschäftshaus             | Zweigeschossiger Fachwerkbau mit Satteldach in Ziegeldeckung und mittigem Zwerchhaus, traufständig. Fassade fachwerksichtig, mit schmalen Zwischengefachen. | 36519255 |      |
| Breite Straße 87 51° 54′ 28″ N, 10° 25′ 55″ O      | Wohnhaus                         | Dreigeschossiger Fachwerkbau mit Satteldach in Ziegeldeckung, traufständig. Fassade fachwerksichtig, mit schmalen Zwischengefachen; Westgiebel mit Schiefer verkleidet. | 36519286 |      |
| Breite Straße 89 51° 54′ 27″ N, 10° 25′ 53″ O      | Wohn-/ Geschäftshaus             | Zweigeschossiger Fachwerkbau mit Satteldach in Ziegeldeckung, traufständig. Fassade fachwerksichtig, schmale Zwischengefache mit gekerbten Brust- und Kämpferriegeln sowie Andreaskreuzen, EG westseitig mit Ladeneinbau und Schaufensterverglasung; Ostgiebel mit Holz verschalt.                                                            | 36602636 |      |
| Breite Straße 90 51° 54′ 27″ N, 10° 25′ 52″ O      | Wohn-/ Geschäftshaus             | Zweigeschossiger Fachwerkbau mit Krüppelwalmdach in Ziegeldeckung, traufständiges Eckhaus. Fassade im EG mit Schaufensteröffnungen, im OG verputzt, Giebelseite mit Schiefer verkleidet. | 36602663 |      |
| Breite Straße 90 51° 54′ 27″ N, 10° 25′ 52″ O      | Hinterhaus                       | Dreigeschossiger Fachwerkbau mit Satteldach in Ziegeldeckung, frei stehend, giebelständig zur Seitenstraße. Fassaden fachwerksichtig, Westgiebel in den OGs mit Ziegeln verkleidet. | 36581491 | BW   |
| Breite Straße 90 51° 54′ 28″ N, 10° 25′ 53″ O      | Nebengebäude                     | Zweieinhalbgeschossiges Gebäude mit Satteldach. Fassaden im Erdgeschoss in geschlemmtem Backsteinmauerwerk, OGs und Ostgiebel fachwerksichtig. | 40316075 | BW   |
| Breite Straße 91 51° 54′ 26″ N, 10° 25′ 51″ O      | Wohn-/ Geschäftshaus             | Dreigeschossiger Fachwerkbau mit Mansarddach in Schieferdeckung, traufständiges Eckhaus. Fassade fachwerksichtig, flacher Mittelrisalit; Erdgeschoss verputzt, mit Schaufensteröffnungen. Schlussstein über dem Hauseingang mit Inschrift „1781 GS 1889“.                                                                                     | 40316075 |      |
| Breite Straße 91 51° 54′ 27″ N, 10° 25′ 51″ O      | Wohnhaus                         | Zweigeschossiger Fachwerkbau mit Krüppelwalmdach in Ziegeldeckung, frei stehend, giebelständig zur Seitenstraße. Fassade im EG verputzt, OG fachwerksichtig, Westgiebel mit Holz verschalt. | 36544283 |      |
| Breite Straße 91 51° 54′ 27″ N, 10° 25′ 50″ O      | Nebengebäude                     | Zweigeschossiger Fachwerkbau mit Walmdach in Ziegeldeckung, frei stehend. Fassade im EG verputzt, OG fachwerksichtig. | 36579841 | BW   |
| Breite Straße 92 51° 54′ 26″ N, 10° 25′ 50″ O      | Wohn-/ Geschäftshaus             | Zweigeschossiger Fachwerkbau mit Satteldach in Ziegeldeckung, traufständig. Fassade im EG mit Schaufensterverglasung, OG fachwerksichtig, mit schmalen Zwischengefachen. | 36602719 |      |
| Breite Straße 92 51° 54′ 27″ N, 10° 25′ 50″ O      | Hinterhaus                       | Zweigeschossiges Hinterhaus mit flach geneigtem Pultdach. EG in Massivbauweise, verputzt; OG in Fachwerkbauweise, fachwerksichtig. | 36581107 | BW   |
| Breite Straße 93 51° 54′ 26″ N, 10° 25′ 49″ O      | Wohn-/ Geschäftshaus             | Zweigeschossiger Fachwerkbau mit Krüppelwalmdach in Schieferdeckung, traufständiges Eckhaus. Fassade fachwerksichtig, Giebelseite mit Schiefer verkleidet, EG mit Ladeneinbauten und Schaufensterverglasung; an der Ostseite Toreinfahrt mit Inschrift: „1876 - Arbeit ist Ehre und Dienst am Vaterland - 1939“.                              | 36602747 |      |
| Breite Straße 95 51° 54′ 25″ N, 10° 25′ 48″ O      | Wohn-/ Geschäftshaus             | Zweigeschossiger Fachwerkbau mit Mansardkrüppelwalmdach in Ziegeldeckung und mittigem Zwerchhaus mit Schweifgiebel, traufständiges Eckhaus. Fassade im Erdgeschoss wohl im späten 19. Jh. in Blendarkaden mit dorischen Säulen umgebaut, OG verputzt, Zwerchhaus mit Schiefer verkleidet; Giebelseite und Hoffassade mit Schiefer verkleidet. | 36602773 |      |
| Breite Straße 96 51° 54′ 25″ N, 10° 25′ 48″ O      | Wohn-/ Geschäftshaus             | Dreigeschossiger Fachwerksbau mit Satteldach in Schieferdeckung und mittigem Zwerchhaus, traufständig. Fassade im EG verputzt, mit Ladeneinbau und Schaufensterverglasung; OGs und Zwerchhaus mit Holz verschalt. | 36602801 |      |
| Breite Straße 99 51° 54′ 24″ N, 10° 25′ 46″ O      | Wohn-/ Geschäftshaus             | Dreigeschossiger Fachwerkbau mit Satteldach in Ziegeldeckung, traufständig. Fassade fachwerksichtig, EG mit Ladeneinbau und Schaufensterverglasung. | 36602829 |      |
| Breite Straße 99 51° 54′ 25″ N, 10° 25′ 46″ O      | Hinterhaus                       | Dreigeschossiges Gebäude. Fassade mit Eternitschindeln verkleidet. | 40194317 |      |
| Breite Straße 100 51° 54′ 24″ N, 10° 25′ 46″ O     | Wohn-/ Geschäftshaus             | Zweigeschossiges Gebäude mit Mansarddach in Ziegeldeckung und mittigem Zwerchhaus mit Schweifgiebel, traufständig. Fassade verputzt, EG seit 1877 mit Ladeneinbau und Schaufensterverglasung, OG mit kassettierten Brüstungen. Inschrift „Anno 1781“ über der Kellerfensteröffnung.                                                           | 36602856 |      |
| Breite Straße 101 51° 54′ 24″ N, 10° 25′ 45″ O     | Wohn-/ Geschäftshaus             | Zweigeschossiger Fachwerkbau mit Mansardwalmdach in Schieferdeckung, mittige Zwerchhäuser mit Schweifgiebel zu jeder Straßenseite, traufständiges Eckhaus. Fassade im EG mit Ladeneinbauten und Schaufensterverglasung; OG zur Breiten Straße verputzt, mit Ecklisenen; zur Fischemäkerstraße mit Schiefer verkleidet.                        | 36602887 |      |